# الرسالة (فلم 2019)
الرسالة (بالإنجليزية: The Letter)، هُو فيلم وثائقي كيني صدر سنة 2019 وأخرجه الثنائي مايا ليكو وكريس كينغ. اختير الفيلم ليكون الترشيح الرسمي لدولة كينيا للتنافس على نيل جائزة الأوسكار لأفضل فيلم دولي في حفل توزيع جوائز الأوسكار الثالث والتسعين، لكنه لم يدخل ضمن القائمة النهائية للجائزة.

## القصة
خلال زيارة رجل شاب لقرية جدته، يكتشف أن هذه الأخيرة مُتهمة بممارسة السحر.

## روابط خارجية
- مقالات تستعمل روابط فنية بلا صلة مع ويكي بيانات